# Stadionul Giulești – Valentin Stănescu
Das Stadionul Giulești – Valentin Stănescu war ein Fußballstadion in der rumänischen Hauptstadt Bukarest. Es war die Heimspielstätte des Fußballvereins Rapid Bukarest. Giulești ist der Name des Stadtteils, in dem sich die Anlage befindet. 2001 erhielt das Stadion den Zusatz Valentin Stănescu, zu Ehren des Trainers, der 1967 den ersten Meistertitel mit Rapid holte.

## Geschichte
Mit dem Bau des Stadions wurde 1936 begonnen. Eingeweiht wurde es am 10. Juni 1939. Es war zur damaligen Zeit das modernste Stadion in Rumänien. Als ein kleinerer Nachbau des Highbury, ehemalige Spielstätte des FC Arsenal, wies es eine Kapazität von 12.160 Plätzen auf. An der Einweihungszeremonie nahmen Karl II. von Rumänien, Michael I. von Rumänien und Prinz Paul von Griechenland teil.
Mitte der 1990er Jahre wurde die neue Nordtribüne fertiggestellt. Damit erhöhte sich im reinen Sitzplatzstadion die Kapazität auf 19.100 Besucher. Der Spielstätte fehlte jedoch, bis auf einen kleinen Teil der Haupttribüne, jegliche Überdachung. Nach Reduzierung der zulässigen Zuschauerzahl auf 10.000, waren nur noch 3.000 Zuschauer zu den Spielen zugelassen.

## Neues Stadion
Der Abriss der alten Anlage begann am 11. Februar 2019. Die Arbeiten setzten sich am 8. März an der zweiten, der Osttribüne, fort. Mit dem Rang stürzte auch der Stadionturm ein. Ende März stand nur noch die Nord- wie die Haupttribüne. Am 7. Mai war der Abriss beendet.